# MQ117
El MQ117 es el primer y único modelo de tren del Metro de Quito. Diseñado y construido por la empresa CAF en España, es también el primer tren de rodadura férrea utilizado en el Ecuador. En total, fueron fabricados 18 trenes compuestos por seis coches cada uno, lo que suma 108 unidades.

## Historia

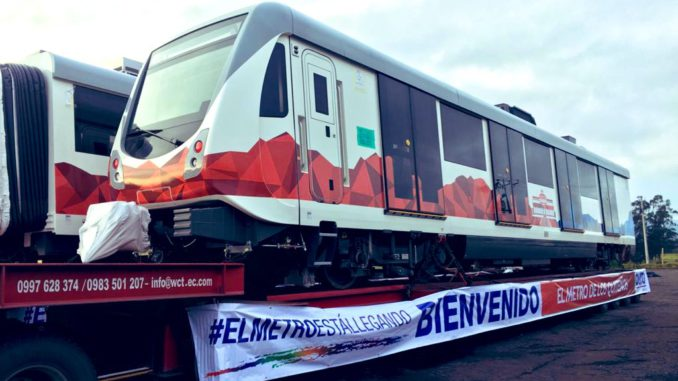
Modelo MQ117 arribando a Quito

La adquisición de los trenes MQ117 se enmarca en el desarrollo de la Línea 1 del Metro de Quito, el primer sistema de metro del Ecuador. El contrato para el suministro del material rodante fue adjudicado en 2016 a la empresa española CAF, como parte del proceso de implementación integral del sistema metroviario.
La construcción de los trenes tuvo lugar en las instalaciones de CAF en Beasáin, en la comunidad autónoma del País Vasco, al norte de España. Estos trenes fueron diseñados tomando en cuenta las condiciones topográficas y geológicas específicas de la ciudad de Quito, incluyendo su altitud de más de 2800 metros sobre el nivel del mar y su ubicación en una zona sísmica. El diseño también contempló aspectos de accesibilidad universal y eficiencia energética.
El primer tren MQ117 arribó a la ciudad de Quito el 6 de septiembre de 2018, tras un proceso logístico que incluyó su embarque en el Puerto de Santander, en el norte de España, su transporte marítimo hasta el Puerto de Manta y su posterior traslado por vía terrestre hasta los talleres del Metro de Quito ubicados en el sector de Quitumbe.
A lo largo de los años 2018, 2019 y 2020, continuaron arribando al país progresivamente los 18 trenes, sumando un total de 108 coches. La entrega se realizó conforme al cronograma establecido por el contrato. Las unidades fueron sometidas a pruebas estáticas y dinámicas en las vías del metro, así como a procesos de integración con los sistemas de señalización, comunicaciones y control.
Durante la etapa de pruebas preoperativas, el MQ117 fue objeto de múltiples evaluaciones técnicas, incluidas simulaciones de evacuación, validaciones de frenado y verificación de compatibilidad con la infraestructura ferroviaria. También se capacitó al personal operativo y técnico en su manejo, mantenimiento y protocolos de seguridad, en cooperación con técnicos de CAF y del operador del sistema.
A pesar de haberse completado la entrega de los trenes y de la infraestructura principal antes de 2021, la operación comercial del Metro de Quito enfrentó demoras administrativas y contractuales. Finalmente, tras varios ensayos con pasajeros y procesos de socialización, el sistema inició su operación comercial plena en diciembre de 2023, con los trenes MQ117 como columna vertebral del servicio de transporte subterráneo de la capital ecuatoriana.

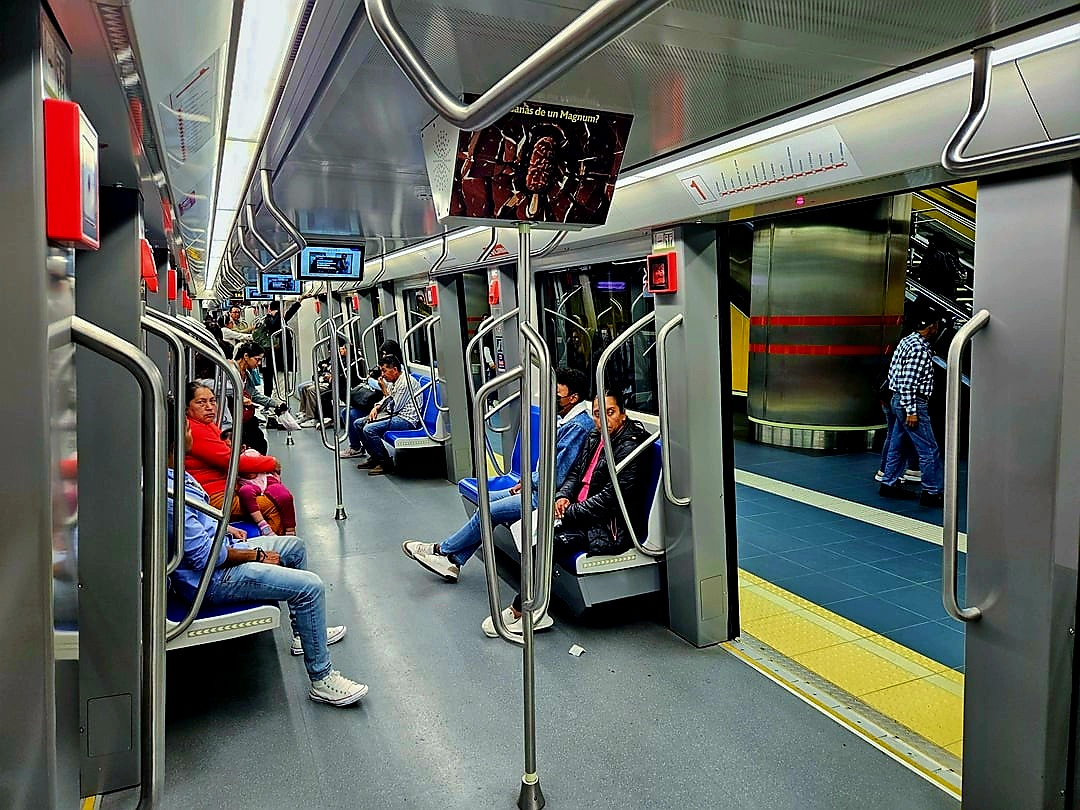
Interior del MQ117

## Características técnicas
Cada tren MQ117 está compuesto por seis coches articulados en la configuración Rc-M-M-M-M-Rc, donde "Rc" se refiere al coche con cabina de conducción. La longitud total de la unidad es de 109,104 metros, con una anchura de 2,8 metros y una altura de 3,8 metros.
Utiliza el estándar internacional de trocha de 1435 mm y es capaz de alcanzar una velocidad máxima de 100 km/h. Está dotado de sistemas avanzados de señalización y control como ATP (Protección Automática de Tren), ATO (Operación Automática de Tren) y CBTC (Control de Trenes Basado en Comunicaciones), lo que permite una operación semiautomática y segura en túneles.
El diseño incluye accesibilidad universal, espacios para personas con movilidad reducida, ventilación forzada y sistemas de información visual y auditiva. Cada tren opera con tracción eléctrica mediante catenaria rígida a 1500 V CC, y cuenta con frenos regenerativos.
Los trenes fueron sometidos a estrictas pruebas de funcionamiento a gran altitud para garantizar su operatividad en los más de 2800 metros sobre el nivel del mar en los que opera el sistema.